# Lala &ce
Lala &ce (IPA: [ˌlɑːˈlɑː eɪs]), pseudonimo di Mélanie Berthinier (Bron, 2 novembre 1994), è una rapper francese di origine ivoriana.

## Biografia
Mélanie Berthinier nasce a Bron, nella periferia di Lione, da padre francese e madre ivoriana. Cresce a Villeurbanne con i genitori e quattro dei suoi sette fratelli e sorelle, ascoltando rapper americani come Missy Elliott, T-Pain, Kanye West e Lil Wayne. È dichiaratamente lesbica.

## Carriera
Inizia una carriera musicale grazie all'incontro con il rapper lionese Jorrdee, con il quale fa amicizia. Nel 2017 diventa la prima donna a far parte del collettivo hip hop 667, guidato dal rapper Freeze Corleone. Pubblica il suo primo mixtape, Le son d'après, nel 2019, uscendo da 667 ma senza specificarne il motivo. Il progetto presenta sonorità cloud rap.
Il 29 gennaio 2021 pubblica il suo primo album in studio, dal titolo Everything Tasteful, caratterizzato da sonorità dancehall, trap e afropop. Nel settembre dello stesso anno, collabora con il compositore Low Jack per eseguire un musical, Baiser mortel, alla Borsa di Parigi, ispirandosi al film del 1934 La morte in vacanza di Mitchell Leisen.
Nel 2022 è la volta dell'EP di otto tracce SunSystem, dall'atmosfera estiva. Il 2 febbraio 2024 viene reso disponibile il suo secondo album, Solstice.

## Discografia

### Album in studio
- 2021 – Everything Tasteful
- 2024 – Solstice

### Colonne sonore
- 2022 – Baiser mortel

### Mixtape
- 2019 – Le son d'après

### EP
- 2017 – En attendant xx...
- 2022 – SunSystem

### Singoli
- 2017 – Bright
- 2017 – P.D.L
- 2017 – Encore (con Jäde)
- 2017 – Cabriole 78
- 2018 – XX
- 2019 – Ar15 (con Pucci Jr)
- 2019 – Serena (Botcho)
- 2019 – BBB
- 2019 – Wet (Drippin)
- 2019 – Dis Amine (con Pucci Jr)
- 2020 – Butterfly Finesse (Boogie Mane)
- 2020 – Gargamel
- 2020 – Parapluie
- 2020 – Sp&cial
- 2020 – Laisse ça
- 2020 – Dodow&ve
- 2020 – Show Me Love
- 2021 – Sipa
- 2021 – Point sensible (con Malik Djoudi)
- 2021 – Toxic
- 2022 – Fallait dire non
- 2022 – Debout (con Jäde e Low Jack)
- 2022 – Gelati (con Low Jack, Le Diouck e Rad Cartier)
- 2023 – Licorne
- 2023 – No More Time
- 2023 – But
- 2024 – Jalouse
- 2024 – Djinzin (feat. Ste Milano)
- 2024 – Santos (feat. Dinos)
- 2024 – Sexyy Red (feat. La Fève)
- 2024 – Sexcii